# Banna (Ilocos Norte)
Banna, nota anche come Espiritu, è una municipalità di quarta classe delle Filippine, situata nella Provincia di Ilocos Norte, nella Regione di Ilocos.
Banna è formata da 20 baranggay:
- Balioeg
- Bangsar
- Barbarangay
- Binacag
- Bomitog
- Bugasi
- Caestebanan
- Caribquib
- Catagtaguen
- Crispina
- Hilario (Pob.)
- Imelda
- Lorenzo (Pob.)
- Macayepyep
- Marcos (Pob.)
- Nagpatayan
- Sinamar
- Tabtabagan
- Valdez
- Valenciano (Pob.)